# Altus, Oklahoma
Altus är administrativ huvudort i Jackson County i Oklahoma. Det ursprungliga ortnamnet var Frazer och W.R. Baucum föreslog Altus, som betyder "hög" på latin, år 1891. I början av 1900-talet hette orten Leger innan man slutligen fastnade för Altus år 1904. Enligt 2010 års folkräkning hade Altus 19 813 invånare.